# 臺北轉運站
25°2′56″N 120°31′4″E / 25.04889°N 120.51778°E

臺北轉運站LOGO

臺北轉運站是位於臺灣臺北市大同區的公路客運轉運站，為臺北車站公路客運路線的總站，係結合公路客運車站、購物中心、旅館、集合住宅的大型複合式設施，亦為臺灣第一座政府統籌規劃、業者共同進駐的公路客運車站。由於座落於臺北車站特定專用區的交通九號用地，故又稱為「交九轉運站」。
整個設施分為轉運站主體、附屬設施等兩個部分。附屬設施部份包含購物中心（京站時尚廣場）、旅館（君品酒店）及住宅；而轉運站主體位於該建物東南側的1至4樓，包含候車月臺、售票處、1樓商店街和位於B1的Q小路（參考日本新宿車站商店街概念），站內採取人車完全分離，以提升候車環境品質及安全性。轉運站主體於2009年8月19日開始營運，Q小路於2009年10月9日開幕，京站時尚廣場於2009年12月11日開幕。台北轉運站旁的YouBike租賃站於2013年10月25日啟用。

## 概要

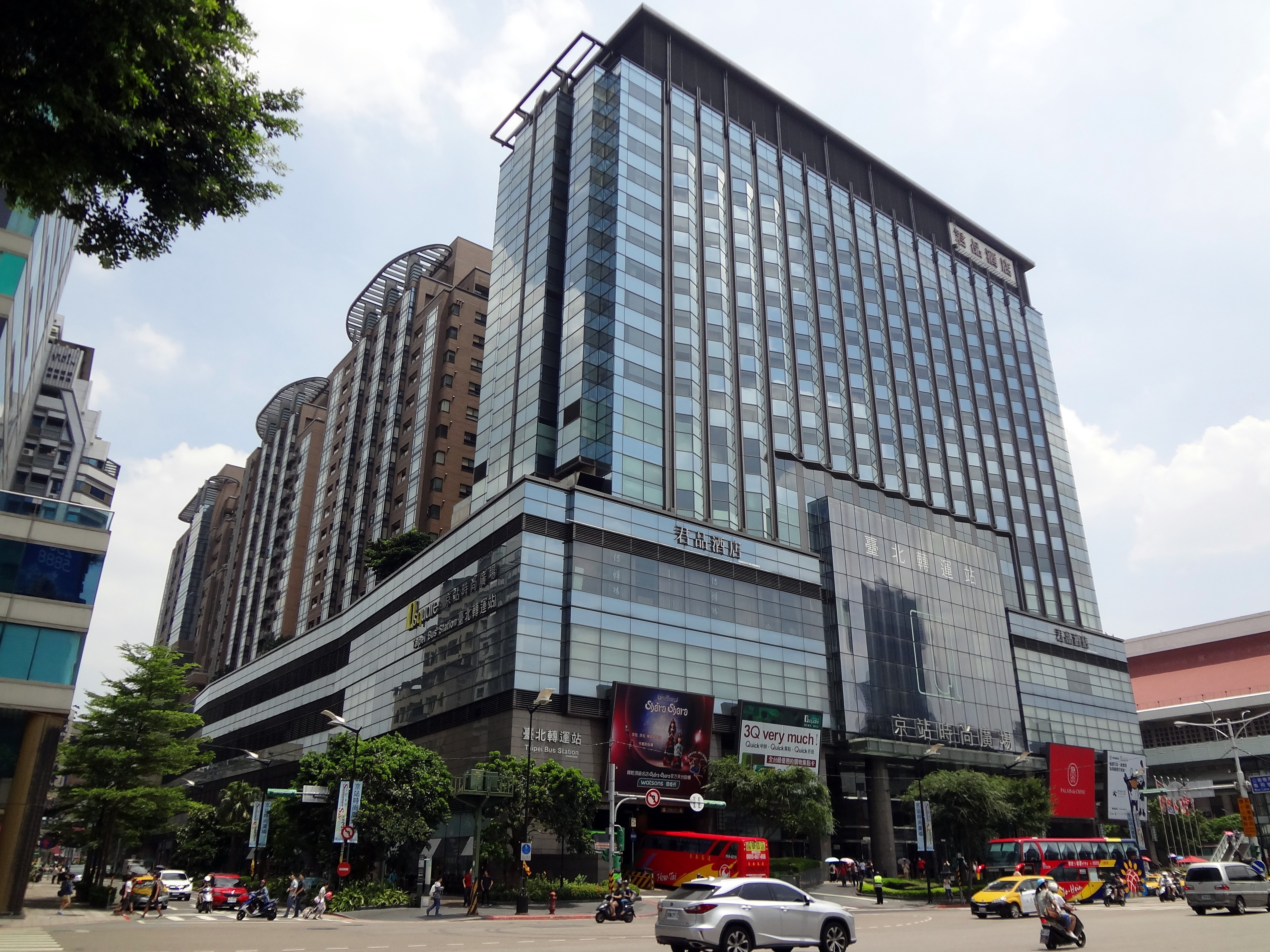
京站大樓

臺北轉運站位於臺北車站大樓北側，在承德路與市民大道交岔路口附近，建築基地曾先後為台北菸廠與臺北市立建成國民中學使用。建築樓高18層、地下6層，鄰近新光摩天大樓及臺北雙子星大樓，並可以經由臺北地下街、中山地下街來聯絡臺北捷運、臺北市公共自行車租賃系統（Ubike）、公車、臺灣鐵路、台灣高鐵等重要大眾運輸工具，亦可經由機場捷運來往桃園國際機場。
臺北轉運站是臺北市政府辦理的第一個民間興建營運後轉移模式（BOT模式）開發計畫，在2004年簽約委由日勝生活科技投資興建，於2005年動工興建，並將該開發案取名為「京站」，實際營運則交由其子公司萬達通實業負責。其設有長途客運車站、購物中心、影城、國際商務旅館、辦公大樓與住宅等，總樓地板面積計243,335平方公尺；其中長途客運轉運站樓地板面積25,996平方公尺，規畫設置50席月臺，預期望能對臺北車站附近的交通會有所改善。原訂2009年6月底啟用營運，但因故延期至2009年8月19日啟用。
另外，臺北轉運站之3樓與市民大道高架道路有匝道連接，而不需要經過市區平面道路。平時各業者要在轉運站內下客（連續假日除外），由於各樓層業者也必需在同一層上下客，如位於四樓的業者的車輛就必需在站內繞行2圈到所屬月臺下客。但隨著國光客運使用的台北西站B棟關閉，配合其所有路線遷入，2016年9月28日05:00起調整了站內上下客月臺配置，使若干路線改為站外下客，已與原先構想有落差。
轉運站站區設於大樓1至4樓，主入口設於市民大道側；其中1樓為綜合售票大廳，2至4樓為候車月臺。

## 開發歷程
日治時期1912年現址原屬於臺灣總督府專賣局台北煙草工場，戰後改為臺灣省菸酒公賣局台北菸廠。於1967台北菸廠搬遷至台北縣新店市安坑地區，適逢九年國民義務教育實施，1968年市政府就利用部分空置的廠房設置建成國民中學。1975年新校舍落成。
隨著臺北鐵路地下化專案工程於1983年啟動，第四代臺北車站1989年改建完工，1984年臺北市政府委託旅日建築師郭茂林KMG事務所規劃「市區鐵路地下化後台北車站特定專用區規畫研究」。1992年時任臺北市市長黃大洲再委託美國佐佐木規劃公司(Sasaki Associates規劃，終於在1993年9月公告實施台北車站特定專用區都市計畫案，將建成國中校地改劃為第九號交通用地，簡稱交九用地，規劃設置長途客運轉運站。

交九用地的土地權屬約55%為臺灣省政府所有，其餘45%屬台北市政府所有。省、市政府於1986年開始協商此開發案，同意東側基地由臺北市政府捷運工程局先行開發，西側基地由省、市政府以分配樓地板面積方式進行開發。經數次協商後，於1992年決議交九之該開發採聯合開發方式，東側大樓由台北市捷運局代為設計、籌款興建。完工後，按土地價款(應按市價)及工程費比例分配樓層，而西側大樓之興建，待建成國中遷校後，亦應依同一模式辦理。然而，1996年12月捷運局招開第一次聯合開發會議，以市府預算短缺，無法籌款興建為由，擬改以聯合開發方式公開招商參與開發。至此，省及市府間近7年的協商努力可謂付之流水。

適逢1997年行政院通過「都市更新方案」，選定台北車站特定區為示範計畫，當時行政院經濟建設委員會主任委員張隆盛擔任都市更新推動小組召集人，認為交九用地開發案是台北車站特定區開發之先鋒計畫，1997年5、6月間，張隆盛委員邀集省、市、捷運局有關單位協調，決議改採BOT民間投資方式辦理。2000年7月行政院核頒「台北車站特定專用區交九用地開發辦理原則（修正本）」及「行政院經建會臺北車站特定專用區交九用地開發小組設置要點（修正本）」，終於解決三方多年爭議。2000年行政院經濟建設委員會隨後委託財團法人都市更新研究發展基金會依開發辦理原則研擬招商文件草案，並移交本案後續由臺北市政府捷運局擔任主辦機關續辦。

臺北市為了辦理本案，除了於2001年1月完成臺北市立建成國民中學遷校至舊建成小學校校舍與當代藝術館共構外，也開始積極籌辦招商。
臺北市政府捷運局於2001年12月第一次招商公告上網，2002年11月第二次招商公告，均無人投標。直到2003年7月第三次招商公告，至截止日期9月9日才有日勝生活科技股份有限公司完成投標，2003年12月10日經甄審委員會評選為最優申請人。經過多次議約，終於在2004年12月27日由臺北市市長馬英九、臺灣鐵路管理局局長徐達文及臺北市政府捷運工程局局長常岐德三方與由日勝生活科技股份公司為發起人成立的特許公司「萬達通實業股份有限公司」共同簽署開發經營契約。並於2005年1月26日設定地上權契約生效日起算開發權利期程50年，迄2055年1月25日止 。

本案係委託李祖原建築師事務所設計，於2005年12月30日取得建造執照，另委由台灣大林組營造負責施工2006年4月動工，2009年7月完工取得使用執照。
臺北轉運站完工但是相關長途客運業者並未依照規劃車站移入，一直拖到時任臺北市市長柯文哲為了推動西區門戶計畫，才於2016年9月28日國光客運臺北西站B棟原所有發車路線才正式遷入台北轉運站，臺北西站終於拆除。

## 設施概要

### 樓層總覽

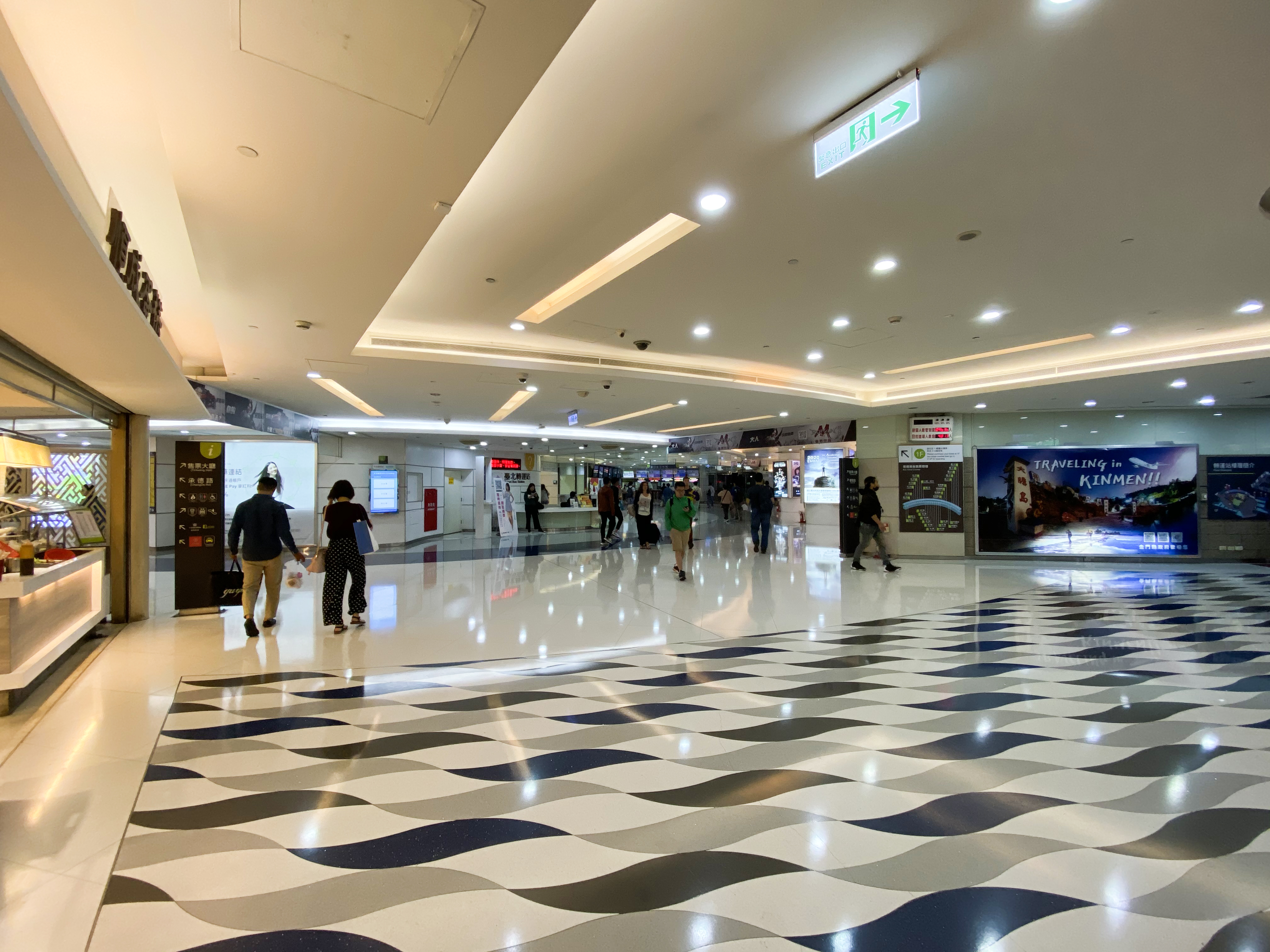
1樓大廳

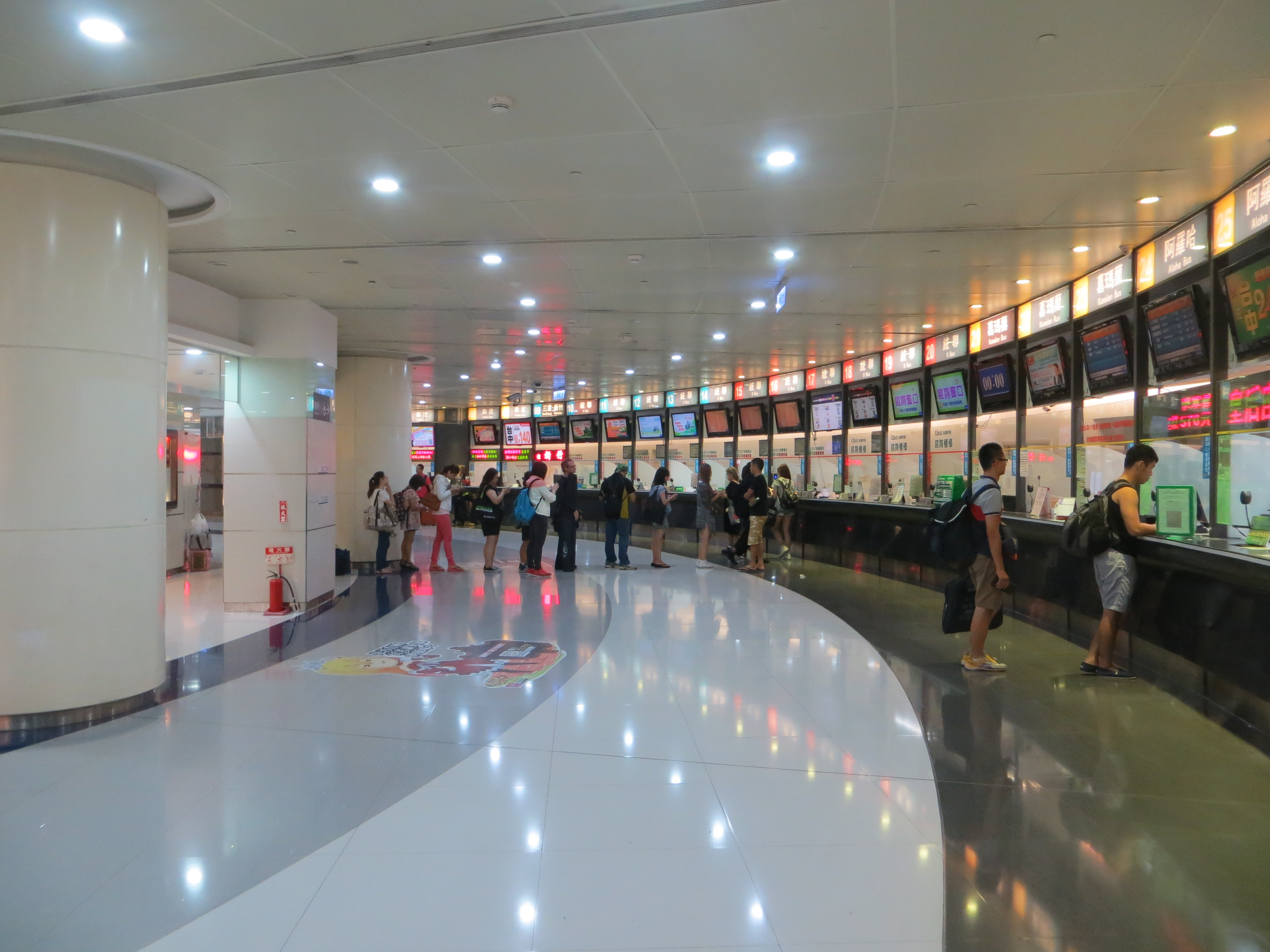
1樓售票區

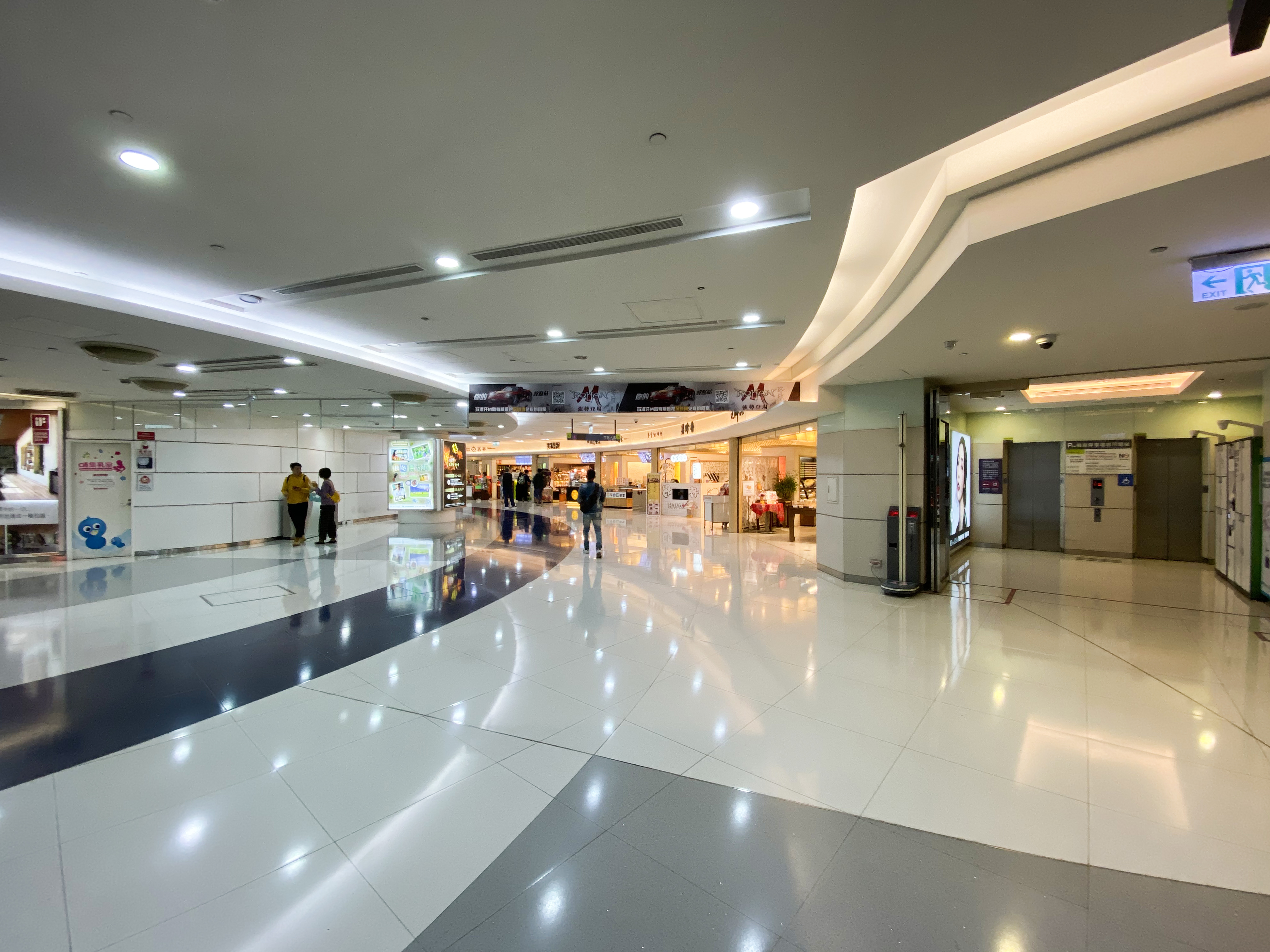
1樓商店

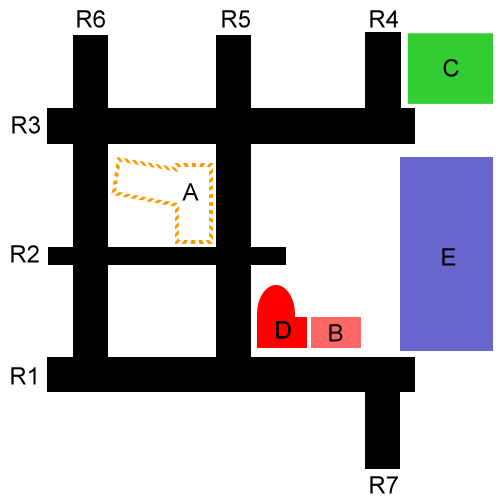
客運總站位置圖
A：桃園機場捷運臺北車站／臺北雙子星（原為國道客運臺北總站）
C：臺北轉運站
E：臺鐵、高鐵臺北車站
R1：忠孝西路
R2：北平西路
R3：市民大道
R4：承德路
R5：重慶北路
R6：延平北路
R7：館前路
B：臺北西站A棟（已廢除）
D：臺北西站B棟（已廢除）
B&D：交六廣場&交六公車彎

| 樓層 | 樓層介紹                            |
| ---- | ----------------------------------- |
| 18F  | 君品酒店                            |
| 17F  | 君品酒店                            |
| 16F  | 君品酒店                            |
| 15F  | 君品酒店                            |
| 14F  | 君品酒店                            |
| 13F  | 君品酒店                            |
| 12F  | 君品酒店                            |
| 11F  | 君品酒店                            |
| 10F  | 君品酒店                            |
| 9F   | 君品酒店                            |
| 8F   | 君品酒店                            |
| 7F   | 君品酒店                            |
| 6F   | 君品酒店 威秀影城                   |
| 5F   | 君品酒店 威秀影城                   |
| 4F   | 臺北轉運站候車月臺 京站時尚廣場     |
| 3F   | 臺北轉運站候車月臺 京站時尚廣場     |
| 2F   | 臺北轉運站候車月臺 京站時尚廣場     |
| 1F   | 臺北轉運站綜合售票大廳 京站時尚廣場 |
| B1   | 京站時尚廣場                        |
| B2   | 京站時尚廣場                        |
| B3   | 京站時尚廣場                        |
| B4   | 停車場                              |
| B5   | 停車場                              |
| B6   | 停車場                              |

#### 月台使用配置
截至2024年11月，台北轉運站目前有10個候車月台閒置中，集中在二樓。因客運量驟減，業者紛紛退租二樓月台改由三樓四樓月台上下客，以節省月台租金。
| 樓層 | 月台                 | 使用業者          | 停靠路線                                 | 備註 |
| ---- | -------------------- | ----------------- | ---------------------------------------- | --- |
| 1    | 大廳、售票區、服務檯 |                   |                                          | 摩斯漢堡京站店，新東陽北轉店，萊爾富京站店，屈臣氏京站店，計程車招呼站，往停車場電梯，往各樓層電梯、手扶梯，口罩販賣機，自動提款機，置物櫃，醫護室，哺乳室，資訊站，公共電話，飲水機。 |
| 2    | 201                  | 閒置中            | 閒置中                                   | 閒置中 |
| 2    | 202                  | 閒置中            | 閒置中                                   | 閒置中 |
| 2    | 203                  | 閒置中            | 閒置中                                   | 閒置中 |
| 2    | 204                  | 閒置中            | 閒置中                                   | 閒置中 |
| 2    | 205                  | 閒置中            | 閒置中                                   | 閒置中 |
| 2    | 206                  | 閒置中            | 閒置中                                   | 閒置中 |
| 2    | 207                  | 閒置中            | 閒置中                                   | 閒置中 |
| 2    | 208                  | 閒置中            | 閒置中                                   | 閒置中 |
| 2    | 209                  | 閒置中            | 閒置中                                   | 閒置中 |
| 2    | 210                  | 閒置中            | 閒置中                                   | 閒置中 |
| 2    | 211                  | 閒置中            | 閒置中                                   | 閒置中 |
| 2    | 212                  | 閒置中            | 閒置中                                   | 閒置中 |
| 2    | 213                  | 閒置中            | 閒置中                                   | 閒置中 |
| 2    | 214                  | 閒置中            | 閒置中                                   | 閒置中 |
| 2    | 215                  | 閒置中            | 閒置中                                   | 閒置中 |
| 2    | 216                  | 閒置中            | 閒置中                                   | 閒置中 |
| 3    | 301                  |                   |                                          | |
| 3    | 302                  | 統聯客運          |                                          | 下客月台 |
| 3    | 303                  | 統聯客運          | 1617、1620                               | |
| 3    | 304                  | 統聯客運          |                                          | 下客月台 |
| 3    | 305                  | 三重客運 新竹客運 | 9003                                     | |
| 3    | 306                  | 三重客運 新竹客運 | 9003                                     | |
| 3    | 307                  |                   |                                          | |
| 3    | 308                  | 統聯客運          |                                          | 下客月台 |
| 3    | 309                  |                   |                                          | |
| 3    | 310                  | 豪泰客運          | 2011                                     | |
| 3    | 311                  | 豪泰客運          | 2011                                     | |
| 3    | 312                  | 統聯客運          | 1611、1628                               | |
| 3    | 313                  | 統聯客運          | 1610、1613                               | |
| 3    | 314                  | 統聯客運 豐原客運 | 1616、1618、1630、1632、1633、7000、6606 | |
| 3    | 315                  | 統聯客運          | 1652                                     | |
| 3    | 316                  | 統聯客運          | 1619                                     | |
| 3    | 萊爾富北市京承店     |                   |                                          | |
| 4    | 401                  | 和欣客運          | 7500、7511、7513                         | |
| 4    | 402                  | 和欣客運          | 7500、7511、7513                         | |
| 4    | 403                  | 和欣客運          | 7500、7511、7513                         | |
| 4    | 404                  | 和欣客運          | 7500、7511、7513                         | |
| 4    | 405                  | 和欣客運          | 7500、7511、7513                         | |
| 4    | 406                  | 國光客運          | 1826、1832、1833                         | |
| 4    | 407                  | 國光客運          | 1827、1838、1839                         | |
| 4    | 408                  | 國光客運          | 1831、1834、1835、1836                   | |
| 4    | 409                  | 國光客運          | 1819、1819B                              | |
| 4    | 410                  | 國光客運          | 1822、1829、1830、1837                   | |
| 4    | 411                  | 國光客運          | 1820、1821、1823、1824                   | |
| 4    | 412                  | 葛瑪蘭客運        | 1915、1916、1917                         | |
| 4    | 413                  | 葛瑪蘭客運        | 1915、1916、1917                         | |
| 4    | 414                  | 葛瑪蘭客運        | 1915、1916、1917                         | |
| 4    | 415                  |                   |                                          | |
| 4    | 416                  |                   |                                          | |

#### 停靠客運路線
| 營運業者          | 編號       | 營運路線                                                                       | 備註 |
| ----------------- | ---------- | ------------------------------------------------------------------------------ | --- |
| 統聯客運          | 1617       | 臺北－豐原－東勢                                                               | 經重陽、桃園長庚轉運站、中壢服務區、石岡 部分班次不行經桃園長庚轉運站 部分班次繞駛麗寶樂園 部分班次縮駛至豐原                                                                                     |
| 統聯客運          | 1630       | 臺北－中港轉運站－溪湖－西港                                                   | 經重陽、桃園長庚轉運站、中壢服務區、中港轉運站、二林 部分班次不行經中港轉運站 部分班次縮駛至溪湖                                                                                                  |
| 統聯客運          | 1631       | 臺北－中港轉運站－員林－竹山                                                   | 經重陽、桃園長庚轉運站、中壢服務區、中港轉運站、員林、社頭、田中、二水 |
| 統聯客運          | 1632       | 臺北－中港轉運站－草屯－南投－竹山                                             | 經重陽、桃園長庚轉運站、中壢服務區、中港轉運站、草屯、中興新村、南投、濁水 |
| 統聯客運          | 1618       | 臺北－中港轉運站－嘉義                                                         | 經重陽、桃園長庚轉運站、中壢服務區、中港轉運站、大林、北港路 部分班次不經桃園長庚轉運站、中港轉運站、大林 本路線販售中港轉運站-嘉義區間                                                           |
| 統聯客運          | 1638       | 臺北－中港轉運站－東石                                                         | 經重陽、桃園長庚轉運站、中壢服務區、中港轉運站、大林、太保、縣政府、(嘉義)長庚、朴子 |
| 統聯客運          | 1639       | 臺北－中港轉運站－－－布袋                                                     | 經重陽、桃園長庚轉運站、中壢服務區、中港轉運站、太保、縣政府、(嘉義)長庚、朴子 |
| 國光客運          | 1834       | 臺北－嘉義                                                                     | 經重陽、嘉義市農會 |
| 國光客運          | 1835       | 臺北－嘉義－阿里山                                                             | 經重陽、嘉義市農會、嘉義、石桌 |
| 國光客運          | 1836       | 臺北－嘉義－新營                                                               | 經重陽、嘉義市農會、嘉義、水上、後壁 |
| 三重客運 新竹客運 | 9003       | 臺北－新竹                                                                     | 經重慶北路、交大、清大、(新竹)馬偕醫院 |
| 國光客運          | 1822       | 臺北－新竹                                                                     | 經重慶北路、交大、清大、(新竹)馬偕醫院 部分班次行駛至香山轉運站、玄奘大學、元培科大 |
| 國光客運          | 1837       | 臺北－桃園長庚轉運站－朝馬－臺南轉運站                                         | 經桃園長庚轉運站、朝馬、延平市場 |
| 國光客運          | 1839       | 臺北－朝馬－屏東                                                               | 屏東麟洛始發 經重陽、桃園長庚轉運站、朝馬 部分班次經林口西螺(不經朝馬)(經) |
| 國光客運          | 1839A      | 臺北－西螺－屏東                                                               | 屏東麟洛始發 經重陽、桃園長庚轉運站、西螺 |
| 國光客運          | 1839B      | 臺北－朝馬－屏東                                                               | 屏東轉運站始發 經重陽、桃園長庚轉運站、朝馬 |
| 國光客運          | 1828       | 臺北－彰化                                                                     | 經重陽 |
| 國光客運          | 1829       | 臺北－彰化－員林                                                               | 經重陽、彰化、花壇、大村 |
| 國光客運          | 1830       | 臺北－彰化－員林－北斗                                                         | 經重陽、彰化、花壇、大村、員林 |
| 國光客運          | 1838       | 臺北－朝馬－高雄                                                               | 經重陽、桃園長庚轉運站(長庚)、朝馬、楠梓 部分班次僅停靠朝馬(不經林口)/西螺(不經林口、朝馬) |
| 國光客運          | 1827       | 臺北－朝馬－臺中                                                               | 經重陽、朝馬、臺灣大道、科博館、教育大學、臺中州廳 |
| 國光客運          | 1831       | 臺北－朝馬－草屯－南投                                                         | 經重陽、朝馬、草屯、中興新村 |
| 國光客運          | 1832       | 臺北－朝馬－草屯－埔里                                                         | 經重陽、朝馬、草屯、旭光高中、榮民醫院、埔里酒廠 |
| 國光客運          | 1832A      | 臺北－朝馬－埔里                                                               | 經重陽、朝馬、榮民醫院、埔里酒廠 |
| 國光客運          | 1832B      | 臺北－朝馬－埔里－普台高中                                                     | 經重陽、朝馬、榮民醫院、埔里酒廠、中台世界博物館、中台禪寺 |
| 國光客運          | 1833       | 臺北－埔里－魚池－日月潭                                                       | 經重陽、埔里酒廠 |
| 國光客運          | 1826       | 臺北－水湳－臺中                                                               | 經重陽、中清路、水湳、臺中公園 |
| 統聯客運          | 1633       | 臺北－中港轉運站－北港－三條崙                                                 | 經重陽、桃園長庚轉運站、中壢服務區、中港轉運站、西螺、虎尾、土庫、元長、北港、水林、口湖、下崙、箔子寮 部分班次經宜梧村/不經中港轉運站/縮駛至北港                                                 |
| 統聯客運          | 1635       | 臺北－中港轉運站－虎尾－三條崙                                                 | 經重陽、桃園長庚轉運站、中壢服務區、中港轉運站、西螺、斗南、虎尾、台西、四湖 部分班次不經中港轉運站                                                                                               |
| 統聯客運          | 1636       | 臺北－中港轉運站－西螺－四湖－三條崙                                           | 經重陽、桃園長庚轉運站、中壢服務區、中港轉運站、西螺、五條港、台西、四湖 |
| 統聯客運          | 1637       | 臺北－中港轉運站－西螺－林厝寮－三條崙                                         | 經重陽、桃園長庚轉運站、中壢服務區、中港轉運站、西螺、麥寮、五條港、台西、林厝寮 |
| 統聯客運          | 7005       | 臺北－中正大學－民雄                                                           | 經重陽、桃園長庚轉運站、中壢服務區、中港轉運站、西螺、斗南、大林、中正大學、民雄 |
| 統聯客運          | 1652       | 臺北－中港轉運站－彰化－鹿港                                                   | 經重陽、桃園長庚轉運站、中壢服務區、中港轉運站、彰化交流道、彰化、鹿港 部分班次延駛至芳苑/不經中港轉運站 本路線販售中港轉運站－鹿港區間                                                           |
| 統聯客運          | 1620       | 臺北－水湳－臺中                                                               | 經重陽、桃園長庚轉運站、中清路、水湳、教育大學、臺中州廳 部分班次不經桃園長庚轉運站 |
| 豪泰客運          | 2011       | 臺北－新竹                                                                     | 經大橋頭站、民族重慶路口、交通大學、清華大學、馬偕醫院(新竹)、(新竹)二分局、公園站 |
| 豪泰客運          | 2011B      | 臺北－香山                                                                     | 經大橋頭站、民族重慶路口香山轉運站(中華大學)、玄奘大學、新竹香山牧場(元培大學) |
| 統聯客運          | 1611       | 臺北－中港轉運站－新營－臺南轉運站                                             | 經重陽、南崁、中壢服務區、中港轉運站、新營、鹽行站、延平市場 部分班次經環河北路(不停靠三重）/不經南崁、中港轉運站、新營                                                                           |
| 統聯客運          | 1628       | 臺北－中港轉運站－新營－麻豆－漚汪                                             | 經重陽、中壢服務區、中壢、中港轉運站、新營、麻豆、佳里 本路線販售臺北－中壢、中港轉運站－漚汪、新營－漚汪等區間                                                                                   |
| 統聯客運          | 1628B      | 臺北－中港轉運站－新營－麻豆－漚汪－苓子寮－學甲                               | 經重陽、中壢服務區、中壢、中港轉運站、新營、佳里 本路線販售臺北－中壢、中港轉運站－苓子寮 |
| 統聯客運          | 1610       | 臺北－中港轉運站－高雄                                                         | 經重陽、南崁、中壢服務區、中港轉運站、岡山、楠梓，中華站到發 部分班次經環河北路(不停靠三重)/不經南崁、中港轉運站、岡山、楠梓 本路線販售臺北－南崁、臺北－中港轉運站、岡山－高雄、楠梓－高雄等區間 |
| 統聯客運          | 1613       | 臺北－中港轉運站－屏東                                                         | 經重陽、中壢服務區、中港轉運站、臺南仁德 部分班次經環河北路(不停靠三重) |
| 統聯客運          | 1616       | 臺北－中港轉運站－－(彰化)－員林                                               | 行駛中山高，經中壢服務區 部分班次行經台76線 部分班次不行經蓮花池(彰化)、中港轉運站 |
| 統聯客運          | 1619       | 臺北－朝馬－臺中                                                               | 經環河北路、中壢服務區、朝馬、臺灣大道、科博館、教育大學、臺中州廳 部分班次繞駛至竹科/縮駛至朝馬                                                                                                  |
| 和欣客運          | 7500       | 臺北－臺南轉運站                                                               | 臺南班次中途不停靠朝馬 (直達臺南、新營、麻豆) 臺中班次中途不停靠新竹 (抵達臺中朝馬後繼續接駁臺中→臺南之乘客) 朝馬轉搭市區接駁車：朝馬站後到原BRT秋紅谷站搭乘優化公車                              |
| 和欣客運          | 7513       | 臺北－桃園－新竹－楠梓－九如－高雄(建國)                                       | |
| 和欣客運          | 7511       | 臺北－臺中港                                                                   | 經臺灣大道、東海大學、弘光科技大學、靜宜大學、海港大樓 |
| 國光客運          | 1823       | 臺北－桃園長庚轉運站－竹南                                                     | 經重慶北路、頭份，部分班次繞駛林口 |
| 國光客運          | 1824       | 臺北－桃園長庚轉運站－苗栗                                                     | 經重慶北路、苗栗縣政府，部分班次繞駛林口 |
| 國光客運          | 1820       | 臺北－板橋－龍潭－關西－竹東                                                   | 經龍潭、關西（部分班次繞進關西市區） |
| 國光客運          | 1821       | 臺北－板橋－員樹林－龍潭－關西－竹東                                           | 經員樹林、龍潭 |
| 豐原客運          | 6606       | 臺北－三義－后里－豐原                                                         | 經三重(南下班次)、桃園長庚轉運站(長庚)、中壢服務區、三義(西湖渡假村)、(三義)九華山、后里 |
| 葛瑪蘭客運        | 1915       | 板橋－萬華－臺北－科技大樓－礁溪－宜蘭－羅東                                   | 羅東全程車 行駛、，經礁溪、宜蘭 |
| 葛瑪蘭客運        | 1915A      | 板橋－萬華－臺北－環東大道－礁溪－宜蘭－羅東                                   | 羅東全程車(無停靠科技大樓) 行駛環東大道、，經礁溪、宜蘭 |
| 葛瑪蘭客運        | 1915B 直達 | 板橋－萬華－臺北－科技大樓－礁溪                                               | 礁溪直達車 |
| 葛瑪蘭客運        | 1915C      | 板橋－萬華－臺北－科技大樓－－昇高坑口－文山路－楓子林路口－－礁溪－宜蘭－羅東 | 經深坑文山路羅東全程車 經礁溪、宜蘭 |
| 葛瑪蘭客運        | 1916       | 板橋－萬華－臺北－科技大樓－宜蘭                                               | 宜蘭直達車 |
| 葛瑪蘭客運        | 1917       | 板橋－萬華－臺北－科技大樓－羅東                                               | 羅東直達車 |
| 葛瑪蘭客運        | 1917A      | 板橋－萬華－臺北－環東大道－羅東                                               | 羅東直達車(無停靠科技大樓) 行駛環東大道、 |

### 購物廣場
全稱京站時尚廣場，營業面積為2萬多坪，樓高7層，於2009年12月11日開幕，由承德路進入百貨商場，內有臺北後車站商圈的第一家綜合性電影院——京站威秀影城（2009年12月25日開幕）。

### 商務飯店
全稱君品酒店，為一五星級商務飯店。由雲朗觀光集團經營投資，2010年5月23日開幕。

### 一般住宅
約有一千戶。

### 管制區域

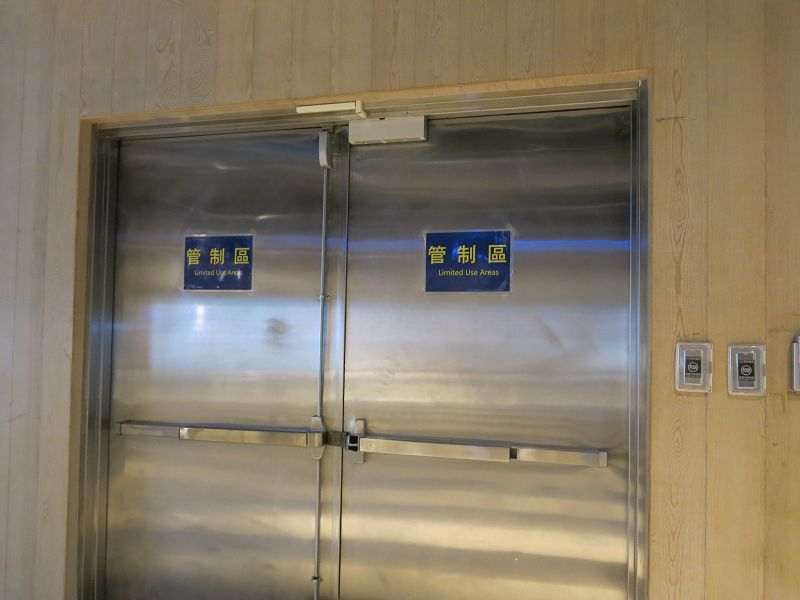
管制區出入口

早在地面的聯合開發大樓興建前，地下樓層已經先行完工啟用，作為交通管制樞紐。
- 臺北捷運公司高運量行車控制中心（通稱「交九行控」）
- 臺北市政府交通局交通管制工程處交通資訊中心（2009年12月28日啟用並開放參觀）
- 臺北市政府警察局捷運警察隊

## 相片集

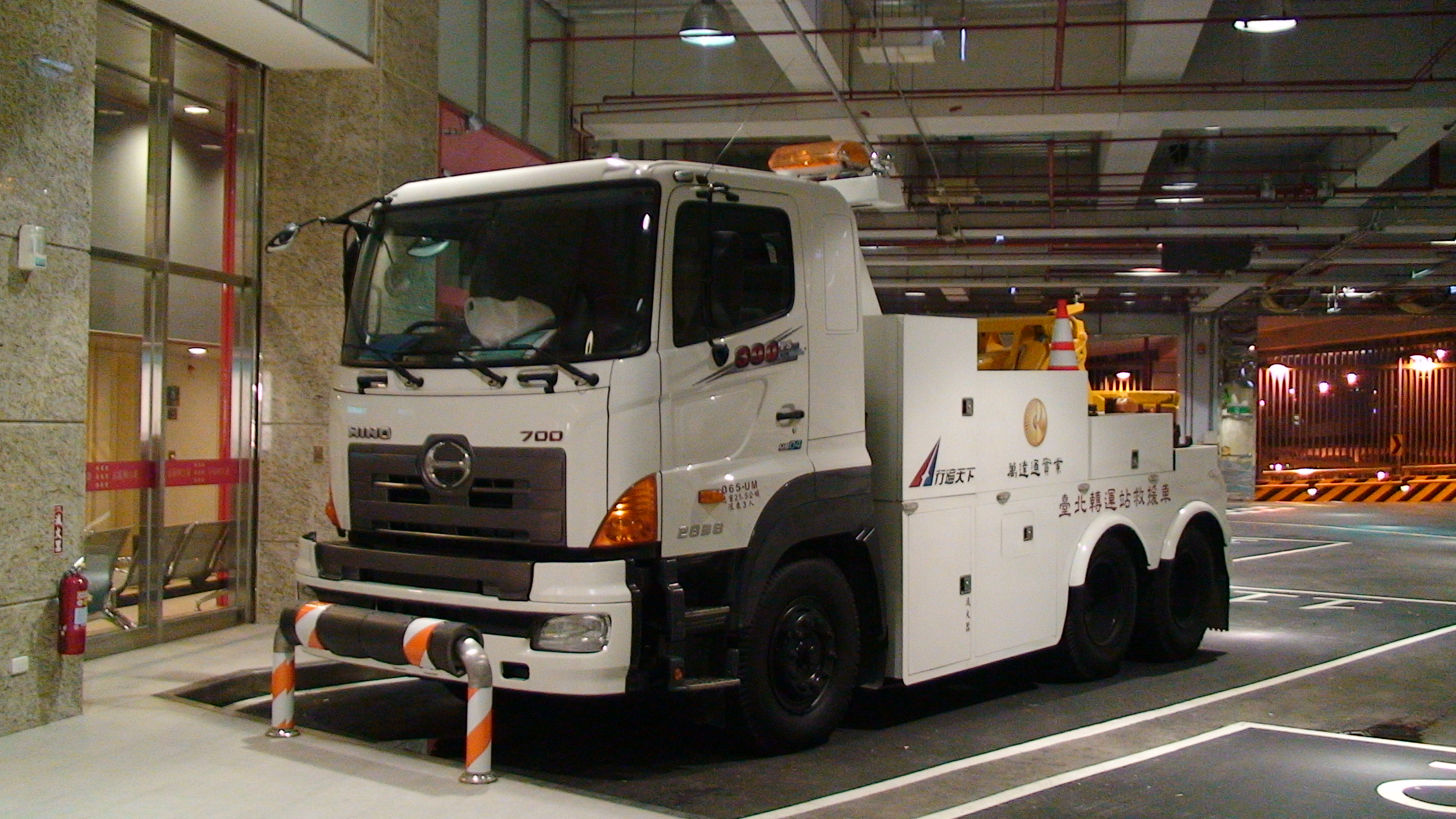
臺北轉運站日野Profia救援車
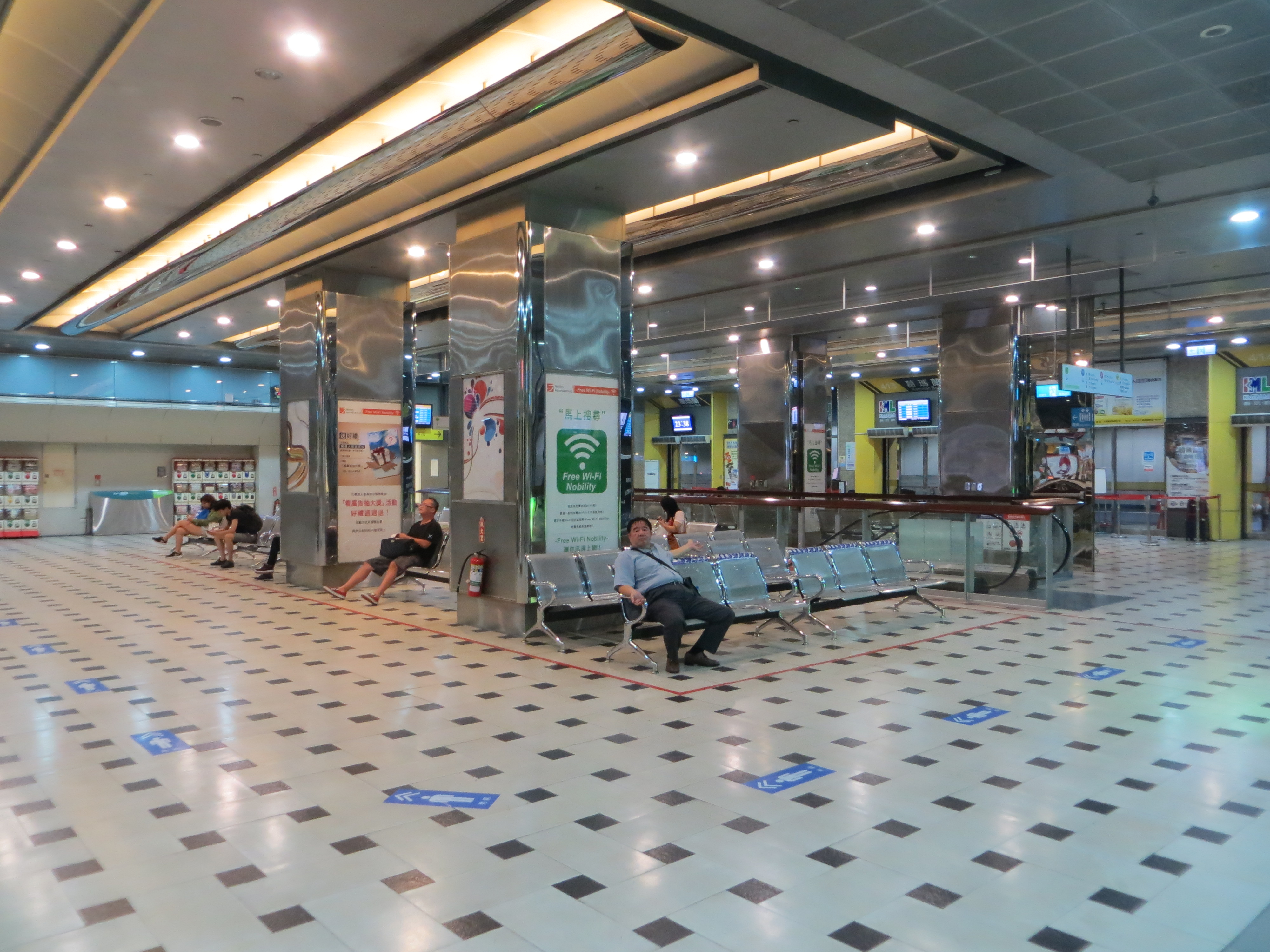
四樓候車室一景
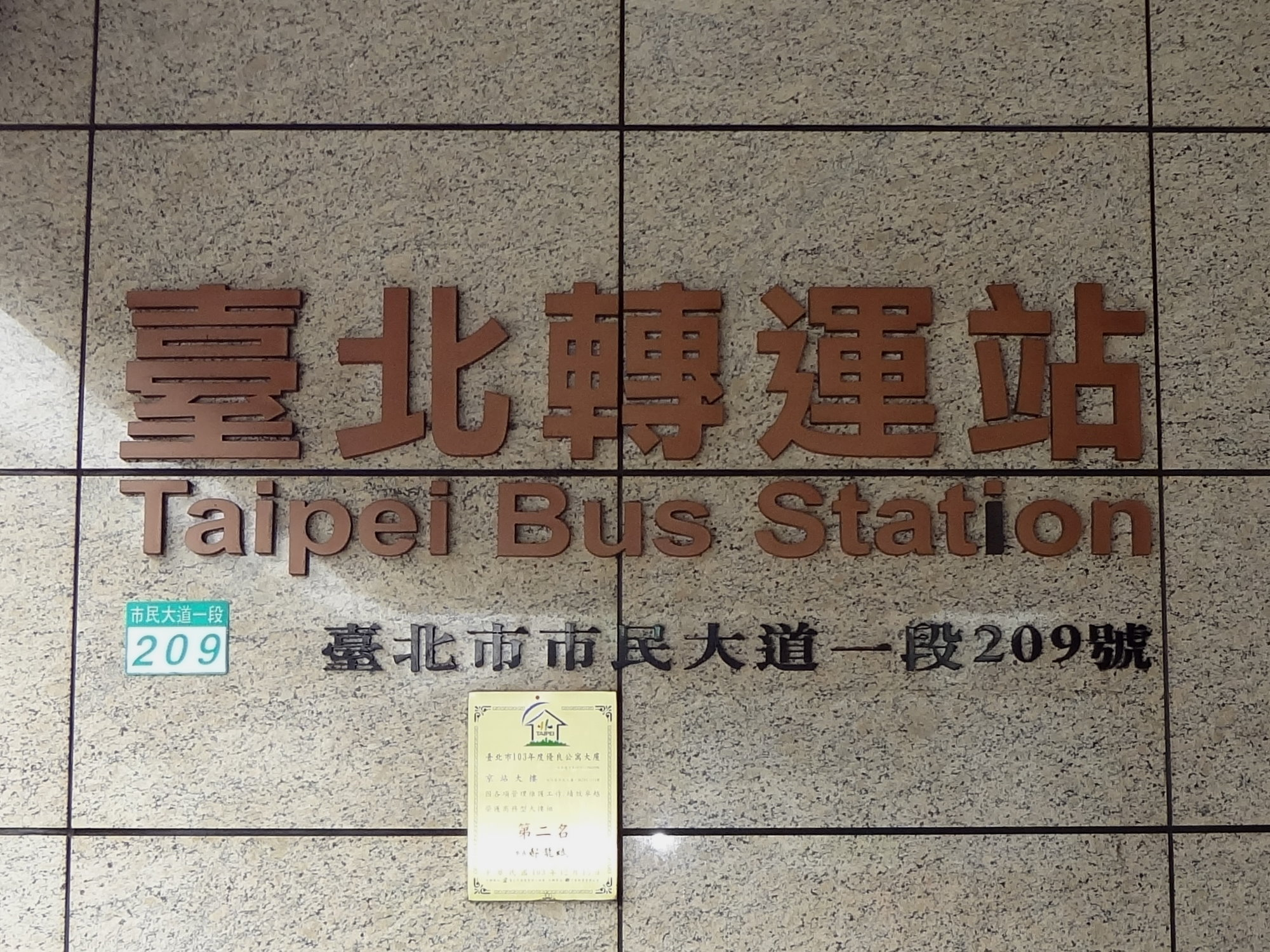
臺北轉運站鑄字招牌與門牌號碼
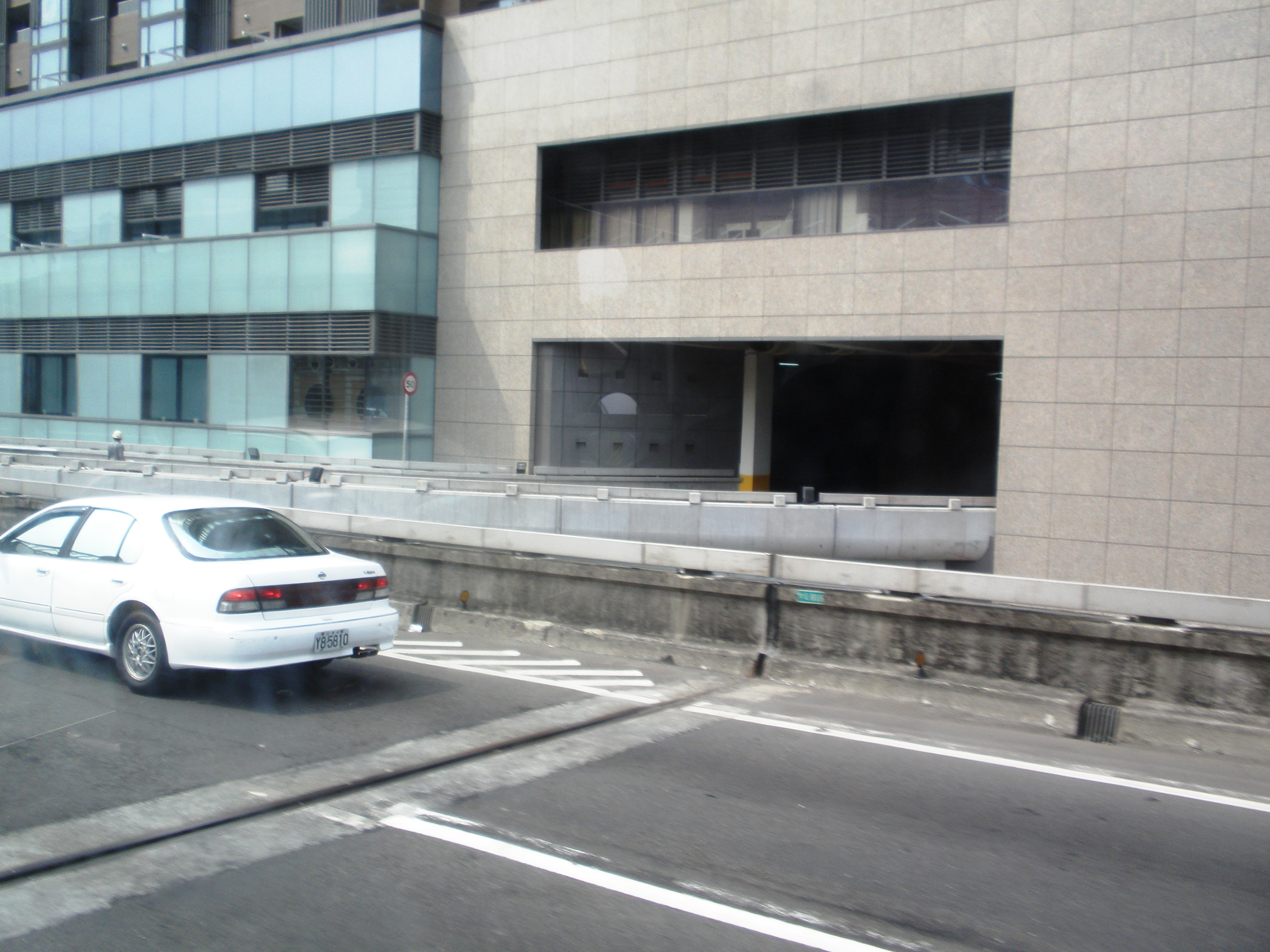
臺北轉運站與市民大道高架道路西行車道的銜接出口匝道
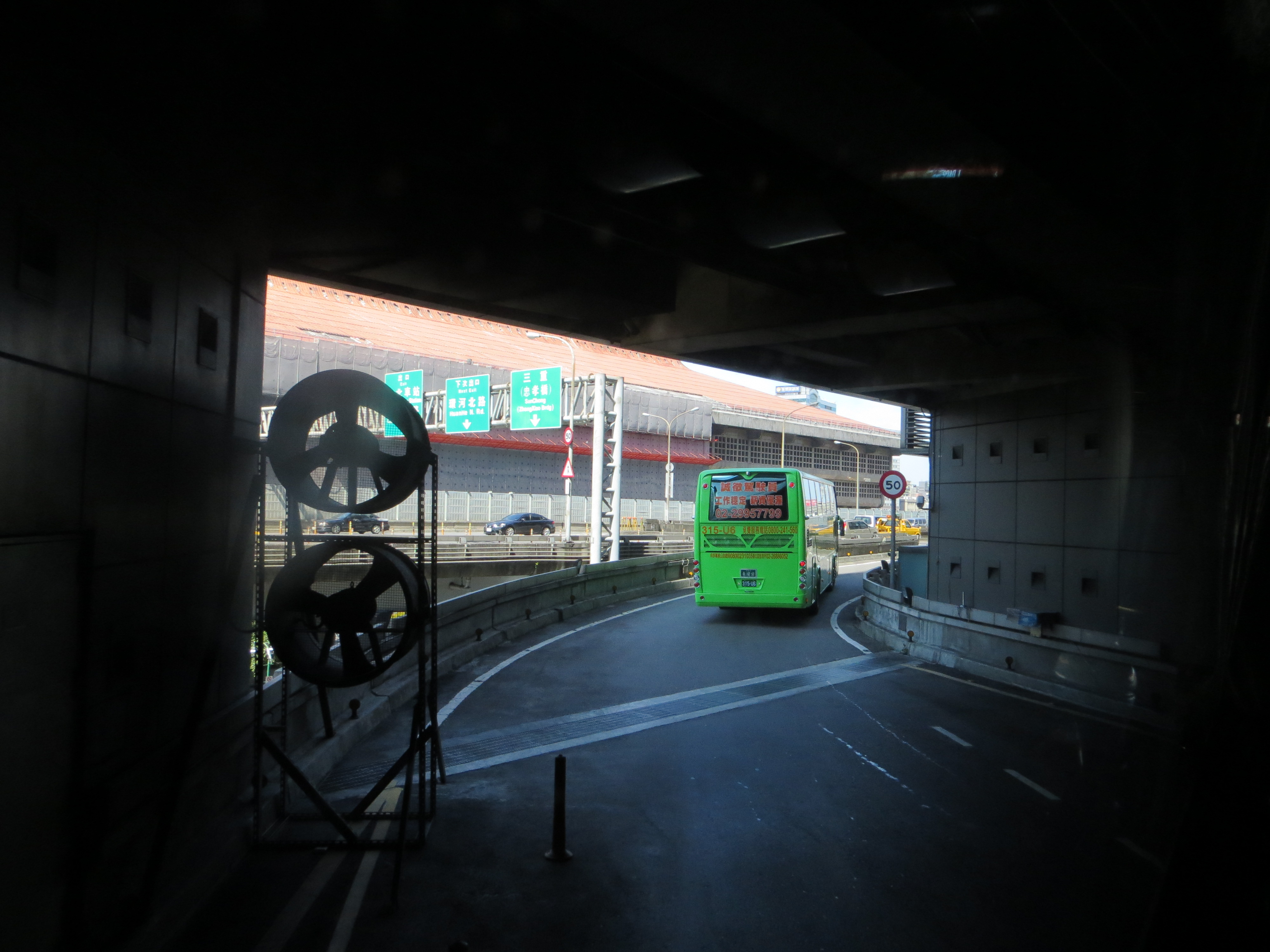
班車使用市民大道匝道一景
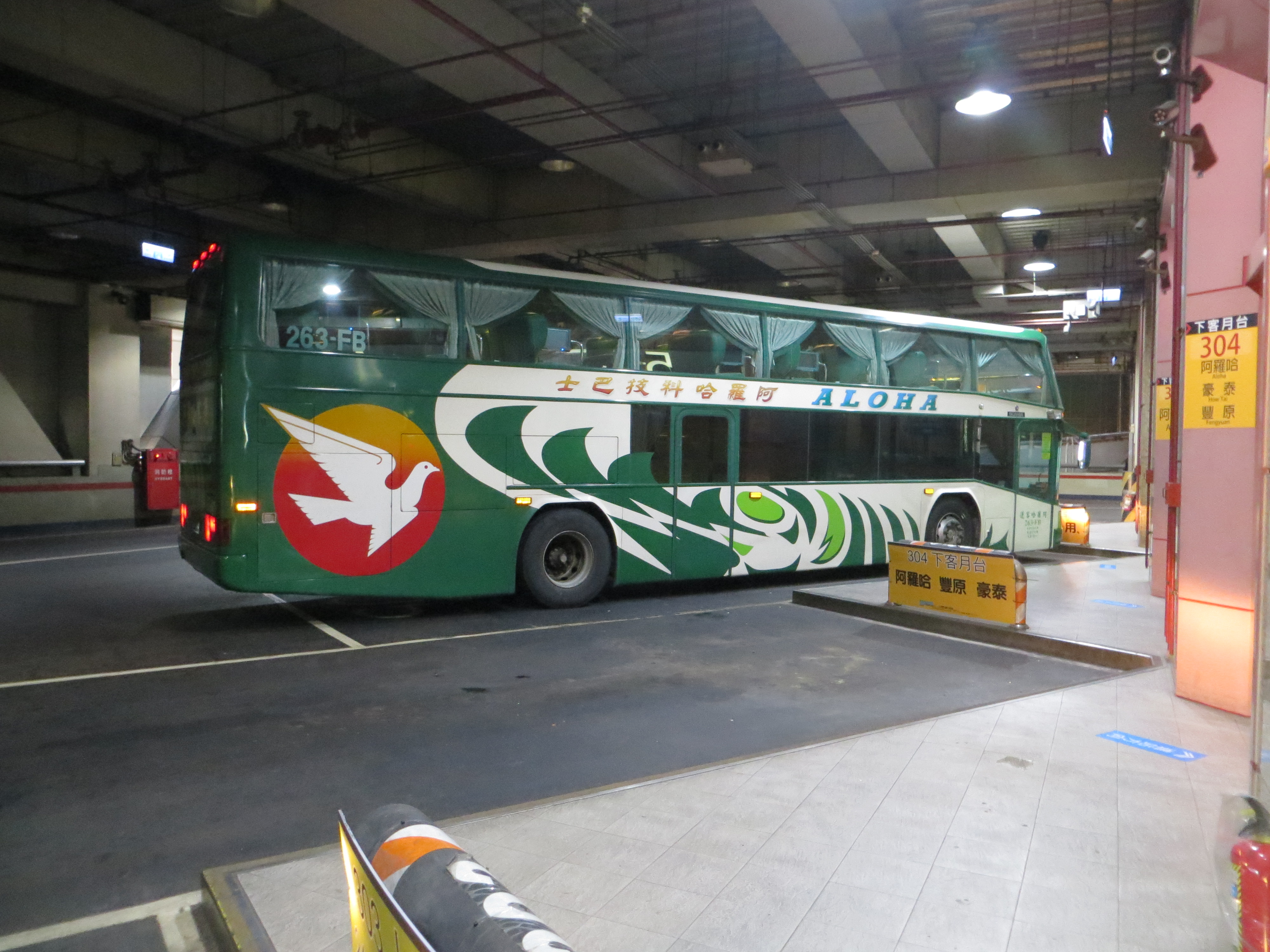
轉運站下客月臺一瞥

## 批評與爭議
臺北轉運站完工啟用後，就引發不少爭議。2009年8月19日啟用當天，下午三點臺北轉運站周邊交通即陷入癱瘓，車流回堵長達600公尺，不如預期的轉運量更印證了時任臺北市議員李建昌、許淑華及黃向群五月時曾提出的質疑：「台北轉運站轉運量不到國道D1臨時站的一半，如何能擔負疏通交通的重責大任？」不良的動線設計，也讓首批進入台北轉運站的旅客大呼不滿。臺北市議員陳玉梅則批評：「臺北交九轉運站設計不僅違背轉運站設置本意，將轉運站設置藏在商場後側，而總樓地板面積74436坪的交九大樓(京站)，實質用於轉運站部分更只有6995.8坪，僅占總坪數9.4%，還不到總面積的1/10。號稱全台規模最大的首座立體交通轉運站，不僅轉運功能堪慮，現在更根本成為京站商場的附屬巴士接駁站。」

在監察院及臺北市政府政風處介入調查後，卻直指前行政院副院長林信義，2003年裁示1個半月內需發包成功，才是失敗主因。一開始容積率，確實只有400%，且明訂不得為住宅使用；但到了2001年、2002年底，負責承辦招標案的捷運局前後辦了二次公開招標，卻乏人問津。2003年初，檢討流標原因，準備重新開第三次標案時，剛好遇到SARS人心惶惶、房價慘跌、投資信心大減，讓這項標案雪上加霜。政風處找出2003年5月27日舉行的「行政院企進民間參與公共建設推動委員會」會議紀錄，發現會議是由當時行政院副院長兼經建會主委林信義主持，並對交九ＢＯＴ案裁示：「……請台北市政府將再次公告時間提前至7月初，以本年度完成簽約為努力的目標。」捷運局在林信義指示的目標期限下，彙整所有檢討流標原因的結果和建議，在2003年6月18日以專案簽報馬市長。依據政風單位對放寬容積率一事的調查，第三次招標的條件，雖由捷運局南工處提出，經市府核可，但仍需行政院同意。經建會也在2003年6月24日的交九案會議結論提出，「……原則同意……，本計畫土地及建築物使用項目，將由市府協助辦理都計變更，爭取比照第三種商業區（商三）使用項目（容積率即放寬為值560%，惟需台北市都計審議委員會審議通過）。不過林信義受記者訪問時表示，因為來自民間企業講究效率的習慣，主持會議時他都會訂出執行期限，交九案可能也是同樣情況；但那是目標，有時也沒有達成，他也不記得有討論過容積率，可能太細節了。